# Tequus schrottkyi
Tequus schrottkyi – gatunek błonkówki z rodziny Pergidae.

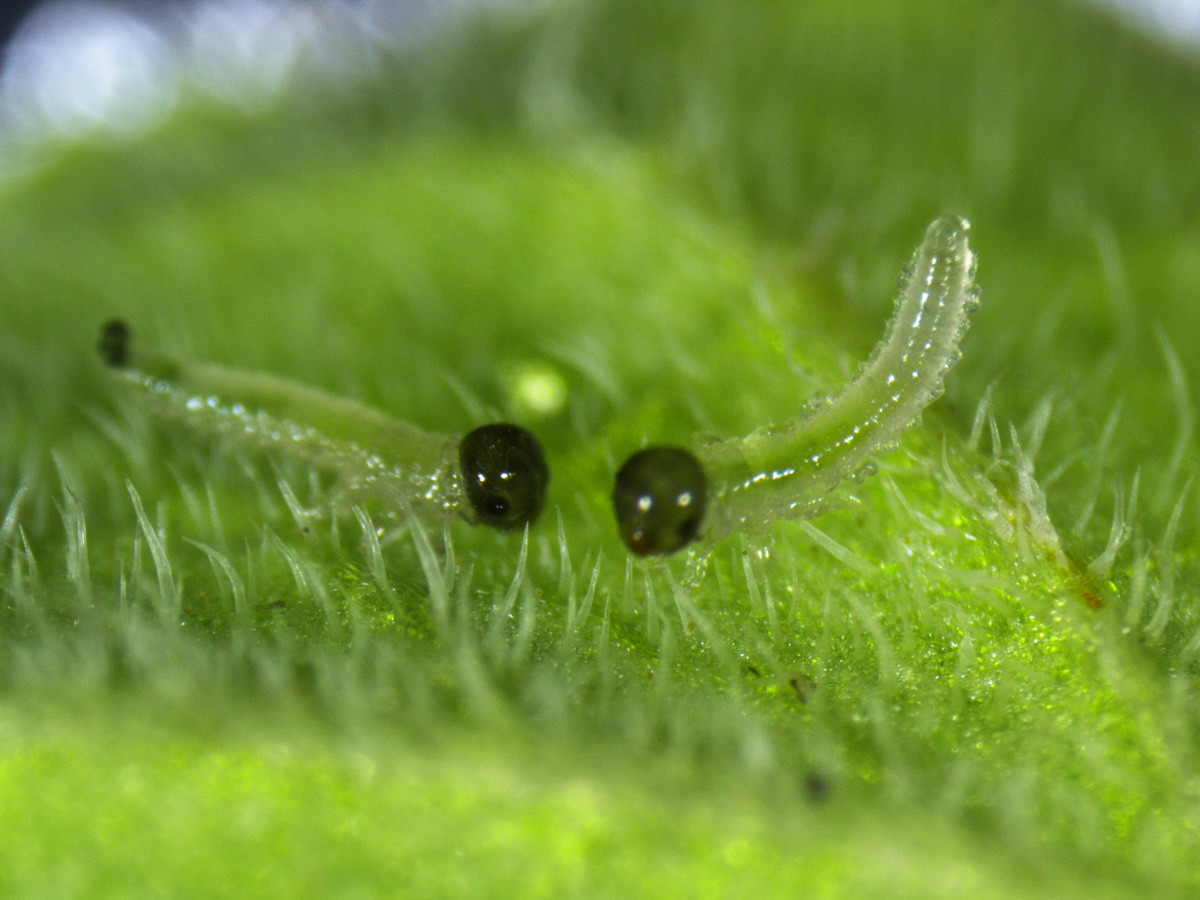
Gąsienice w pierwszej fazie rozwoju

## Taksonomia
Gatunek ten został opisany w 1906 roku przez Friedricha Konowa pod nazwą Acorduleceros Schrottkyi. Jako miejsce typowe podano miasto Encarnación w płd. Paragwaju. Lektotyp (samica) został wyznaczony przez Davida Smitha w 1980 roku. Ten sam autor, w 1990 roku, przeniósł ten gatunek do rodzaju Tequus. 

## Zasięg występowania
Ameryka Południowa, znany z Paragwaju i Urugwaju.